# Frančeska Bona
Frančeska Bona (* 20. Oktober 2002) ist eine ehemalige lettische Rennrodlerin.

## Karriere
Bona, die in Sigulda lebt, begann im Alter von 12 Jahren mit dem Rennrodeln. Zur Saison 2016/17 wurde sie Teil des lettischen Nachwuchskaders, ihr erstes internationales Rennen bestritt sie im Januar 2017 beim Jugend-A-Weltcup in Innsbruck-Igls, wurde allerdings disqualifiziert. Beim nachfolgenden Rennen in Oberhof fuhr sie auf den 17. Rang. Die Saison beendete sie mit 24 Weltcuppunkten im Jugend-A-Weltcup auf Rang 29.

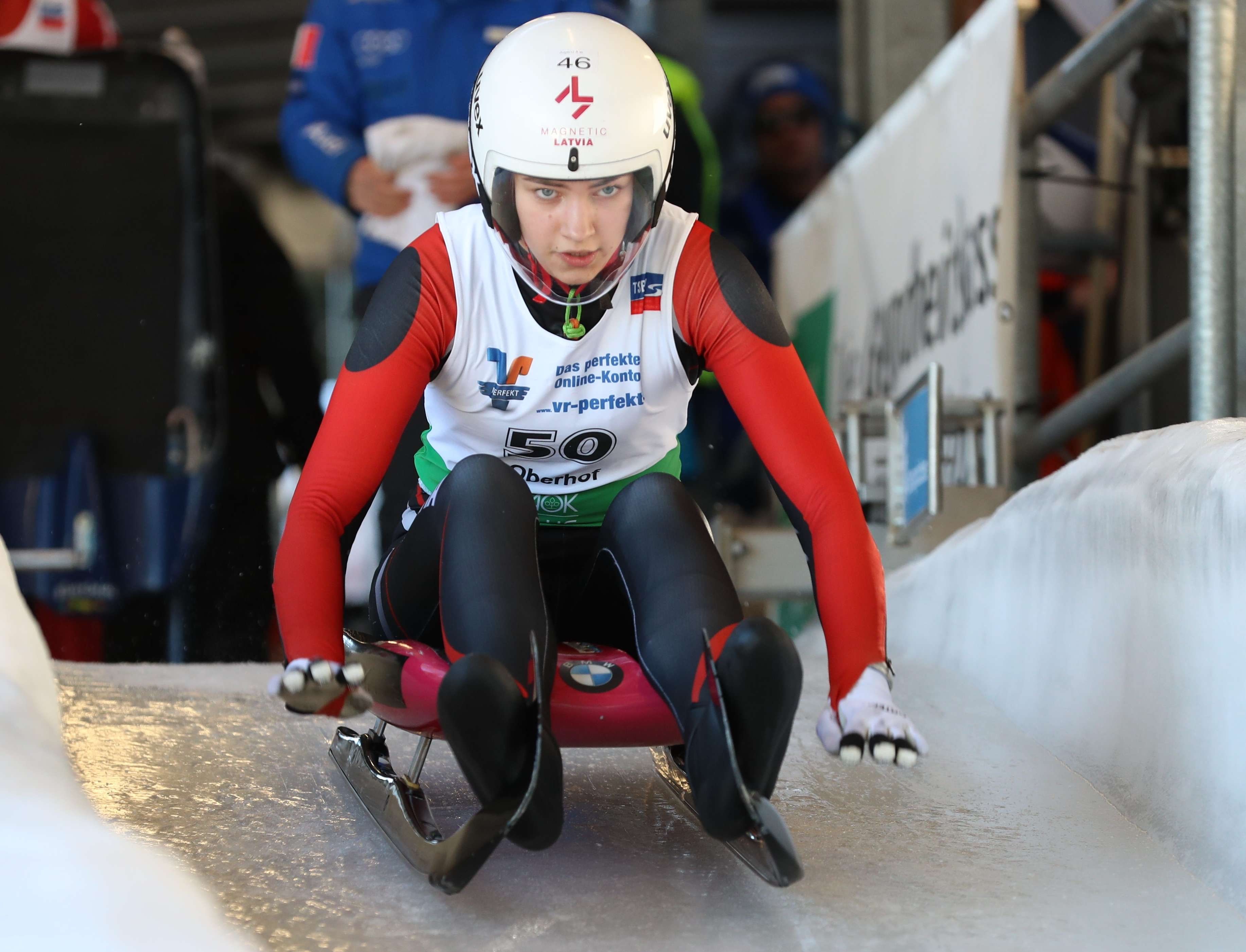
Bona beim Jugend-A-Weltcup in Oberhof im Februar 2019

In der Saison 2017/18 fuhr Bona erneut im Jugend-A-Weltcup, absolvierte drei Rennen: Bei der Doppelveranstaltung zum Saisonauftakt in Oberhof fuhr sie auf die Plätze 17 und 20, am Königssee wurde sie 19. Als beste lettische Nachwuchsstarterin belegte sie mit 67 Weltcuppunkten den 27. Rang in der Saisonwertungen und konnte dabei ihre Teamkolleginnen Zane Kaluma, Marta Zukule und Justīne Maskale hinter sich lassen. Für die Rennen in Park City und Calgary zum Start der Saison 2018/19 verzichtete der lettische Verband auf ein Jugend-A-Team, welches schlussendlich erst in St. Moritz–Celerina in das Wettkampfgeschehen eingriff. Bona musste dabei ihren Teamkolleginnen Kaluma und Maskale den Vorzug lassen und trat nur in Winterberg (Platz 15) und Oberhof (Platz 11) an. Mit 60 Weltcuppunkten fuhr sie damit erneut auf den 27. Rang der Saisonwertung, musste sich dabei ihren beiden lettischen Teamkolleginnen, die in St. Moritz–Celerina den Vorzug erhalten hatten, geschlagen geben.

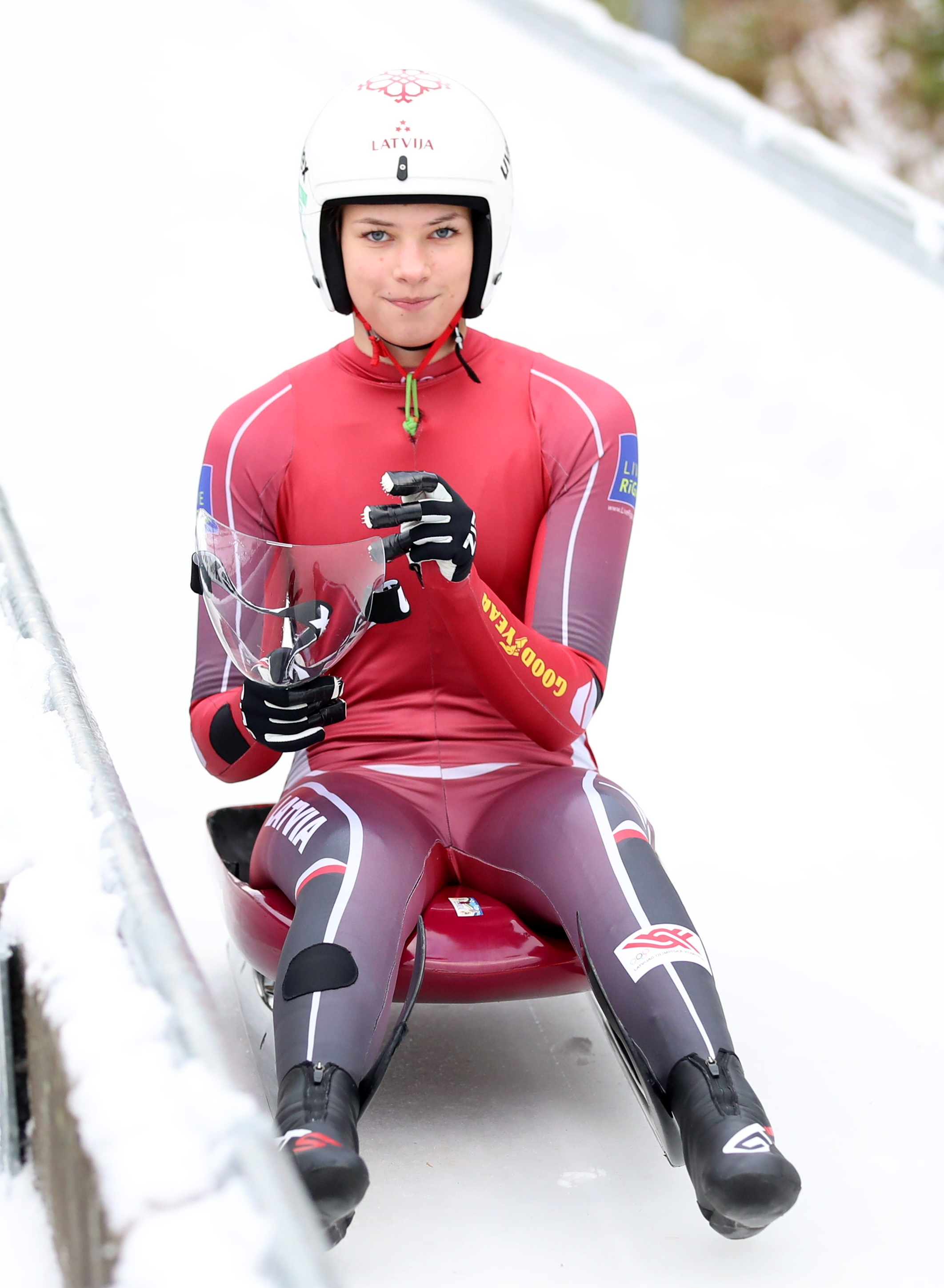
Bona beim Jugend-A-Weltcuprennen in Altenberg im Dezember 2019

Die Saison 2019/20 war geprägt von den Qualifikationsrennen für die Olympische Jugend-Winterspiele 2020. Den Saisonauftakt bildete eine Doppelveranstaltung in Innsbruck-Igls, in deren ersten Rennen Bona disqualifiziert wurde, beim zweiten Rennen erreichte sie den 20. Punkten. Bei der nachfolgenden Doppelveranstaltung am Königssee trat Bona nicht an, zum Qualifikationsabschluss in Altenberg wurde sie Achte und erzielte damit ihr bestes Saisonergebnis. Die Qualifikation für die jugendolympischen Rennen in St. Moritz–Celerina verpasste sie, Zane Kaluma und Justīne Maskale erhielten den Vorzug im lettischen Team. Bona trat bei den Saisonabschlussrennen in Winterberg nicht mehr in der Jugend A an, sondern startete in der höheren Juniorinnen-Altersklasse. Ihre letzte Saison im Jugend-A-Weltcup beendete sie mit 63 Punkten auf dem 35. Rang. Bei den Rennen in Winterberg fuhr sie auf die Plätze 21 und 24, mit 37 Punkten wurde sie damit in der Juniorinnen-Weltcupwertung 30. Das zugleich als Junioren-Europameisterschaften 2020 gewertete Rennen von Winterberg beendete sie auf Platz 19 der Europameisterschaftswertung. Für das lettische Team bei den Junioren-Weltmeisterschaften 2020 in Oberhof erhielten Sigita Bērziņa, Zane Kaluma, Elīna Ieva Vītola und Anda Upīte den Vorzug.

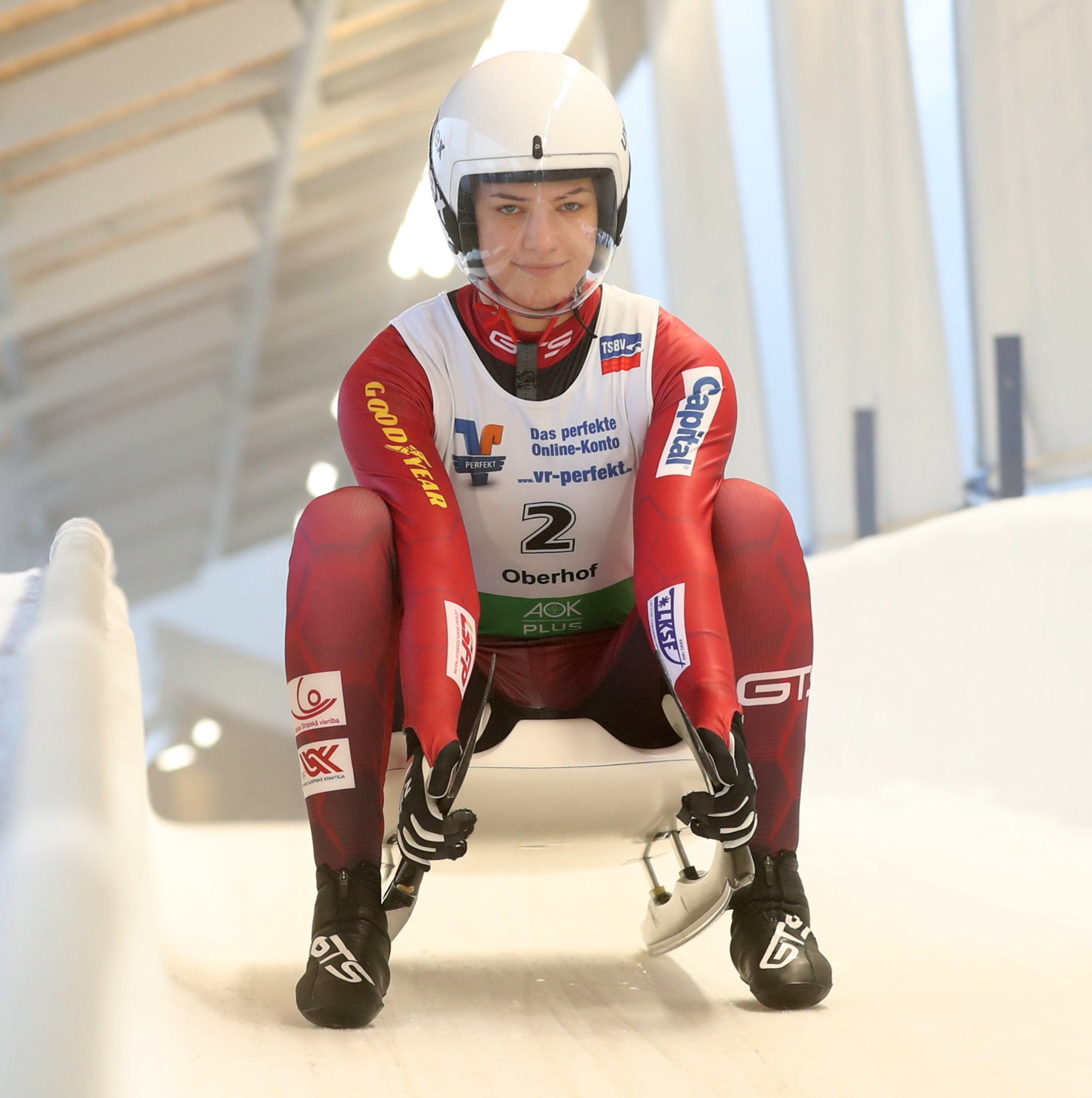
Bona beim Junioren-Weltcup in Oberhof im Dezember 2021

Der Junioren-Weltcup der Saison 2020/21 wurde aufgrund der COVID-19-Pandemie zunächst in einer stark reduzierten Form geplant, musste schlussendlich jedoch vollständig abgesagt werden; auch die Junioren-Weltmeisterschaften 2021, welche in Winterberg ausgetragen werden sollten, konnten nicht stattfinden. Bona bestritt in dieser Saison kein internationales Rennen. Somit wurde die Saison 2021/22 für Bona ihre erste vollständige Saison in den Juniorinnen-Altersklasse. Im Rahmen der Doppelveranstaltung zum Auftakt in La Plagne fuhr sie auf den 10. und 11. Platz, in Innsbruck-Igls folgte ein 13. Platz. Bei der Doppelveranstaltung in Oberhof erreichte sie die Plätze 12 und 14, in Bludenz zum Abschluss der Weltcupsaison wurde es ein 17. Platz. Das dort ausgetragene und als Juniorinnen-Europameisterschaft gewertete Rennen beendete sie als 15. der Europameisterschaftswertung. Mit 184 Punkten belegte sie in der Juniorinnen-Weltcupwertung den 12. Platz. Dabei musste sie sich ihrer Teamkollegin Kaluma deutlich geschlagen geben. Bei den Junioren-Weltmeisterschaften 2022 in Winterberg stürzte sie im ersten Lauf und erreichte das Ziel nicht.
Nasch den Karriereenden von Elīza Tīruma und Ulla Zirne rückte Bona zur Saison 2022/23 in den lettischen Nationalkader auf. Ihr erstes Nationencuprennen bestritt sie Anfang Dezember 2022 in Innsbruck-Igls, verpasste auf Rang 25 die Qualifikation für das Weltcuprennen jedoch um zwei Hundertstelsekunden. Auf eine Teilnahme an den Weltcupstationen in Nordamerika verzichtete sie und trat stattdessen bei den Juniorinnen-Weltcuprennen in Winterberg und Altenberg an, die sie mit einem siebten und einem fünften Platz beendete. In Altenberg belegte sie auch in der Europameisterschaftswertung der Juniorinnen Platz 5. Mit der Teamstaffel um Kaspars Rinks sowie dem Doppelsitzer Raimonds Baltgalvis und Vitālijs Jegorovs gewann sie die Silbermedaille in Junioren-Weltcup- und Junioren-Europameisterschaftswertung. Bei den Junioren-Weltmeisterschaften 2023 in Bludenz belegte sie in den 6. Platz im Einsitzerrennen, für die Teamstaffel erhielt Zane Kaluma den Vorzug. Die Saison bei den Juniorinnen beendete Bona mit 96 Punkten auf Platz 20. Zu den Weltmeisterschaften 2023 kehrte Bona zurück in die Seniorinnenklasse, dort belegte im Einsitzerrennen den 25. Platz, der Platz 13 in der U-23-Wertung bedeutete. Beim nachfolgenden Weltcup in Altenberg verpasste sie mit Platz 21 im Nationencup erneut die Weltcupqualifikation. Beim Weltcup Winterberg I gelang ihr dann ein 10. Platz im Nationencup, der die erstmalige Startberechtigung im Weltcuprennen bedeutete, welches sie auf Platz 20 beendete. Beim Training für den Weltcup von St. Moritz–Celerina stürzte sie schwer und musste die Saison aufgrund einer Beinverletzung vorzeitig beenden. Die Nationencupwertung beendete sie mit 72 Punkten auf Rang 32, in der Gesamtweltcupwertung wurde sie 36. mit 41 Punkten.

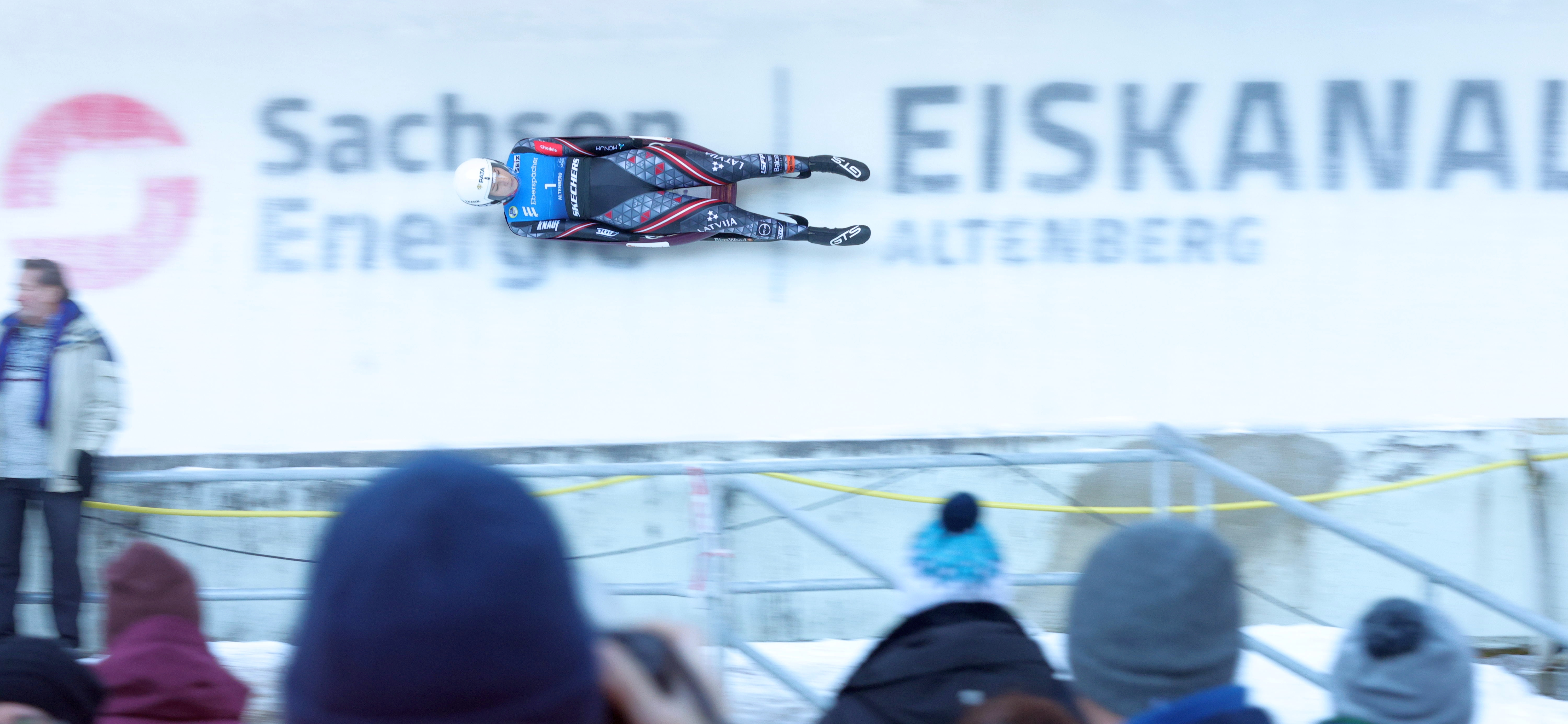
Bona bei den Weltmeisterschaften im Januar 2024 in Altenberg

Zur Rennrodel-Weltcup 2023/24 kehrte Bona ins Wettkampfgeschehen zurück. Den Nationencup von Lake Placid zum Saisonauftakt beendete sie als auf Rang 13, wodurch die Weltcupqualifikation gelang, es folgte ein 21. Platz im dortigen Rennen. Mit Platz 16 im Nationencup von Whistler erreichte sie erneut die Qualifikation, es folgte ein 24. Platz im Weltcuprennen. Die Winterberger Station wurde für Bona mit dem siebten Platz im Nationencup zum besten Saison- und Karriereergebnis; im Weltcuprennen jedoch stürzte sie im zweiten Lauf und erreichte das Ziel nicht. In Innsbruck-Igls, wo Race-in-Race die Europameisterschaften 2024 ausgetragen wurden, folgte ein 11. Platz im Nationencup. Eine Qualifikation für das Weltcup- und Europameisterschaftsrennen folgte dieses Mal jedoch nicht, da das Trainerteam ihrer Teamkollegin Zane Kaluma den vierten Startplatz des lettischen Teams zugewiesen hatten und Bona daher nur als Zusatzstarterin ohne Qualifikationschance an den Start gegangen war. Für das Aufgebot bei den Weltmeisterschaften 2024 wurde Bona wieder nominiert, da Kaluma hier ausschließlich im Doppelsitzer zusammen mit Anda Upīte an den Start ging. Die Qualifikation für das Sprintrennen verpasste Bona, in der klassischen Disziplin belegte sie den 30. Platz, der zugleich den 12. Rang in der U-23-Wertung bedeutete. Für die Doppelveranstaltung verzichtete das lettische Trainerteam wieder auf Bona und ließ den vierten Startplatz ungenutzt. Bei der abschließenden Doppelveranstaltung auf der Heimbahn in Sigulda ging Bona wieder an den Start im Nationencup, erneut allerdings nur als Zusatzstarterin, Kaluma hatte den Vorzug erhalten. Bona beendete die Saison mit den Plätzen 9 und 12 in den Nationencuprennen. Mit 206 Punkten erreichte sie Platz 14 in der Nationencupwertung, 47 Punkten brachten den 37. Rang der Gesamtweltcupwertung mit sich.
Am 31. Mai 2024 gab Frančeska Bona ihr unfreiwilliges Karriereende nach zehn Jahren im Rennrodelsport bekannt.

## Erfolge

### Junioren-Europameisterschaften

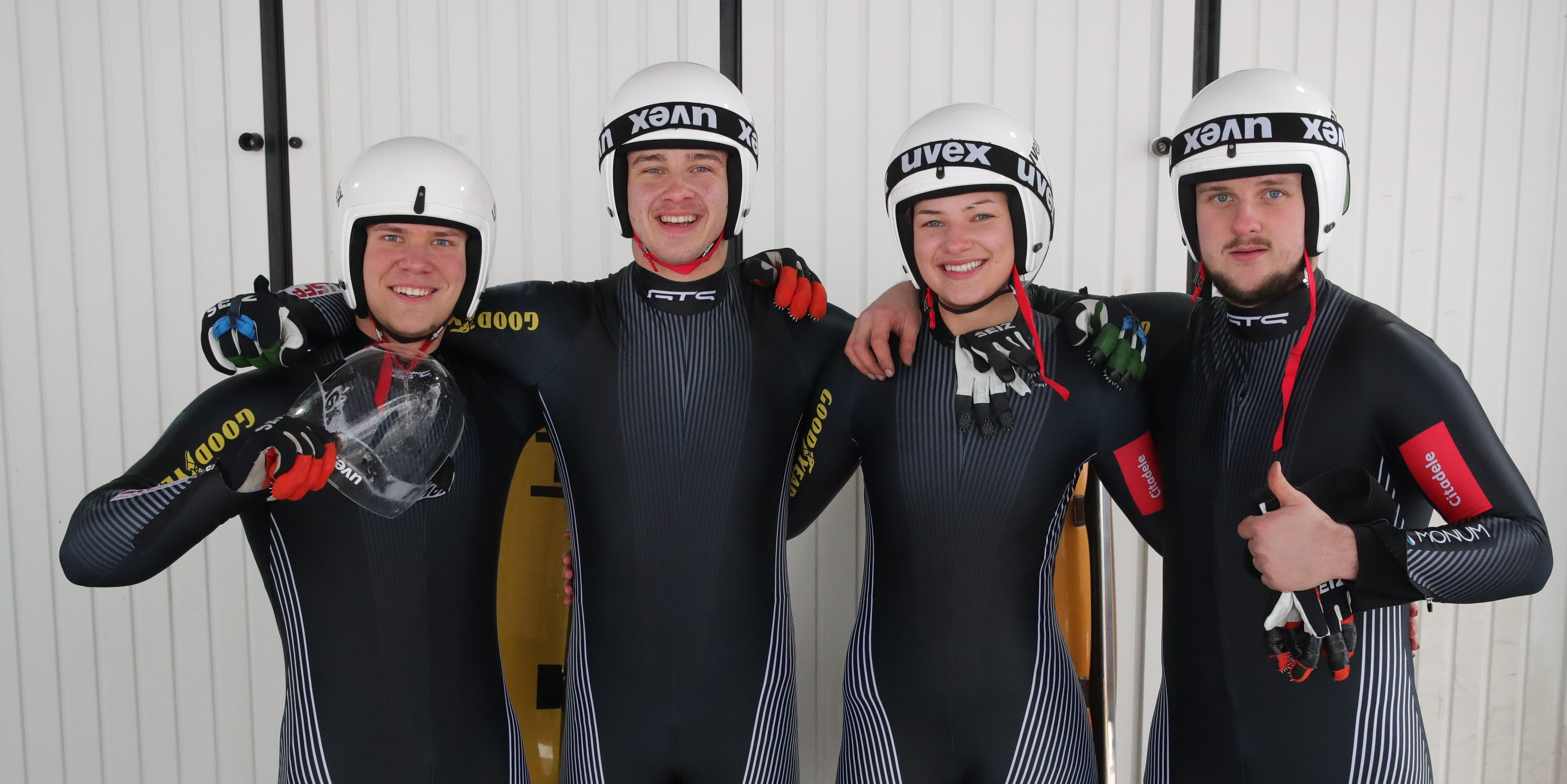
Bona mit der lettischen Teamstaffel im Dezember 2022 in Altenberg

- Altenberg 2023:  in der Teamstaffel

### Weltcup
| Saison  | Gesamtweltcup | Gesamtweltcup | Nationencup | Nationencup |
| Saison  | Platz         | Punkte        | Platz       | Punkte      |
| ------- | ------------- | ------------- | ----------- | ----------- |
| 2022/23 | 36.           | 41            | 32.         | 72          |
| 2023/24 | 37.           | 47            | 14.         | 206         |